# Santa Susanna de Caldes de Montbui
Santa Susanna de Caldes de Montbui és una capella de Caldes de Montbui (Vallès Oriental) protegida com a bé cultural d'interès local.

## Descripció
Capella d'una sola nau o de planta única. En els seus inicis tenia un creuer a l'entrada i no pas a l'extrem com és habitual. Està adossada al mur de Can Rius i al Museu d'Història o antic hospital. Antigament a un dels costats del creuer hi havia una petita galeria enlairada a la qual s'entrava pel balneari. L'absis ha desaparegut totalment.
L'estructura és la tradicional de parets de càrrega de maçoneria en edificis d'aquest tipus (capelles), amb l'estructura de la coberta de fusta.
La teulada és a dues vessants.
La composició de la façana principal o de ponent és molt simple, amb un eix central de simetria. Malgrat les nombroses modificacions al llarg de la història, encara és possible identificar l'estructura del mur i l'aparell. L'aparell és de petites dimensions i fàbrica senzilla. És característic dels edificis del romànic meridional i és datat al segle xi.
Cal destacar el portal i l'ull de bou realitzat amb maó.

## Història
La zona de l'església pertanyia al gran conjunt termal (segle I aC - I dC). En el segle IV es redueix l'espai destinat a banys de les termes i la part que actualment correspon a la capella es converteix en zona de necròpolis.
L'església se situà a l'antic nucli urbà de Caldes, en el cor de la població, just tocant la muralla, i presidia l'antic portal de Santa Susanna, que assenyalava la direcció de ponent. Probablement fou consagrada l'any 1043, encara que el primer document conegut data del 1141. Posteriorment es té constància que l'any 1156 Ramon de Caldes feu donació de l'església a la canongia de la catedral de Barcelona, juntament amb el solar on estava edificada. Durant els segles xii i xiii va pertànyer a la canongia. Més endavant en aquesta possessió es construí l'Hospital de Caldes, al qual quedà incorporada l'església de Santa Susanna.
Al segle xix estava unida a la casa de banys coneguda per Can Rius. Consta que el 1867 hi havia una tribuna al balneari que comunicava amb la capella en la qual se celebrava diàriament missa. Aquesta servitud que tenia Narcís de Sans i Rius, propietari del balneari, i que permetia als banyistes veure i oir la santa missa, cessà el 1906 perquè la capella també era utilitzada com a dipòsit de cadàvers.
La capella es va tancar al culte a principis del segle xx, convertint-se en un magatzem d'escombraries.
L'any 1987 es va netejar per dur-hi a terme excavacions arqueològiques. Actualment està integrada al nou museu.